# Eberhard Taubert
Eberhard Taubert, född 11 maj 1907 i Kassel, död 1976 i Köln, var en tysk jurist och medlem av det nazistiska propagandaministeriet under Joseph Goebbels. Han kom på idén till den antisemitiska filmen Der Ewige Jude.